# Живкович, Живко (Народный герой Югославии)
Живко Живкович (серб. Живко Живковић; 20 декабря 1912, Буче — 18 июня 1990, Боговача) — югославский военачальник, генерал-лейтенант Югославской народной армии, участник Народно-освободительной войны и Народный герой Югославии.

## Биография
Родился 20 декабря 1912 в селе Буче близ Беране. Член КПЮ с 1935 года, в январе 1936 года был арестован полицией за поддержку коммунистов и в мае осуждён на 12 лет тюрьмы. В декабре 1940 года обжаловал решение суда, отбыв наказание в тюрьмах городов Скопье и Марибор, и был освобождён.
В партизанское движение Живкович вступил в начале войны, поддержал черногорское восстание 13 июля. Нёс службу в Комском батальоне, участвовал в битве за Плевлю 1 декабря 1941 года. Нёс дальше службу в 1-й пролетарской ударной бригаде, занимал должность руководителя политотдела во 2-й пролетарской, 4-й и 5-й краинских бригадах. Был также руководителем политотдела 26-й Далматинской дивизии, а также политруком 20-й Далматинской и 22-й сербской дивизий (в 22-й дивизии служил до конца войны).
После войны Живкович окончил Высшую военную академию ЮНА. Занимал должность политрука Командного состава ЮНА, главного инструктора Главного политического управления, помощника начальника Центрального управления военной индустрии, а также политрука в танковых дивизиях, помощника командиров некоторых корпусов, преподавателя Высшей военной академии и т.д. Дослужился до звания генерал-лейтенанта. Скончался 18 июня 1990 в Боговаче близ Лайковца.
Был награждён Орденом Народного героя 5 июля 1952 года; также был награждён советским Орденом Отечественной войны 2-й степени, югославскими Орденами Военного флага и «За заслуги перед народом», медалью Партизанской памяти 1941 года и другими орденами и медалями.